# C/2013 A1 üstökös

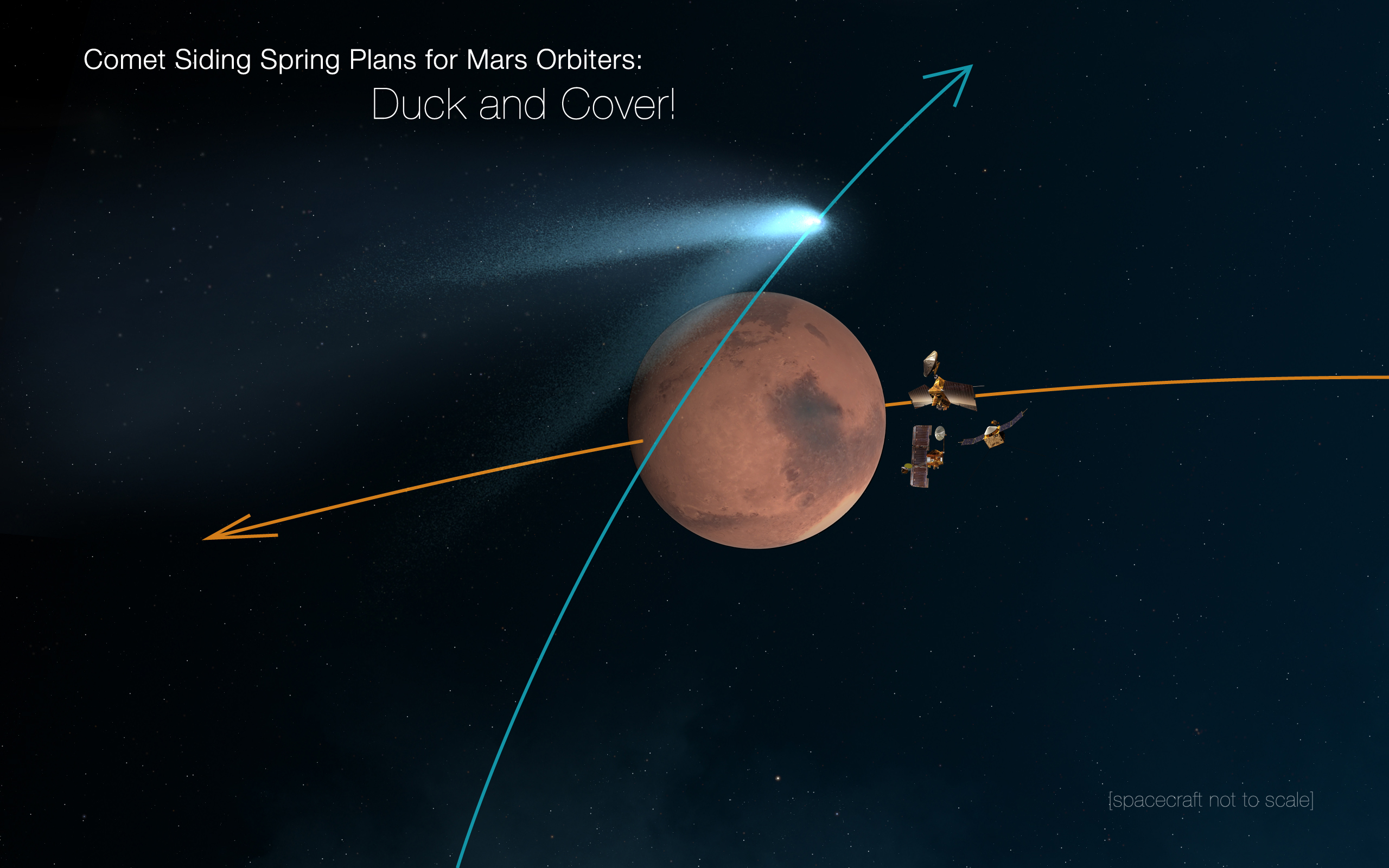
Az üstökös elhaladása a Mars közelében (művészi elképzelés, a műholdak aránytalanul nagyra vannak rajzolva)

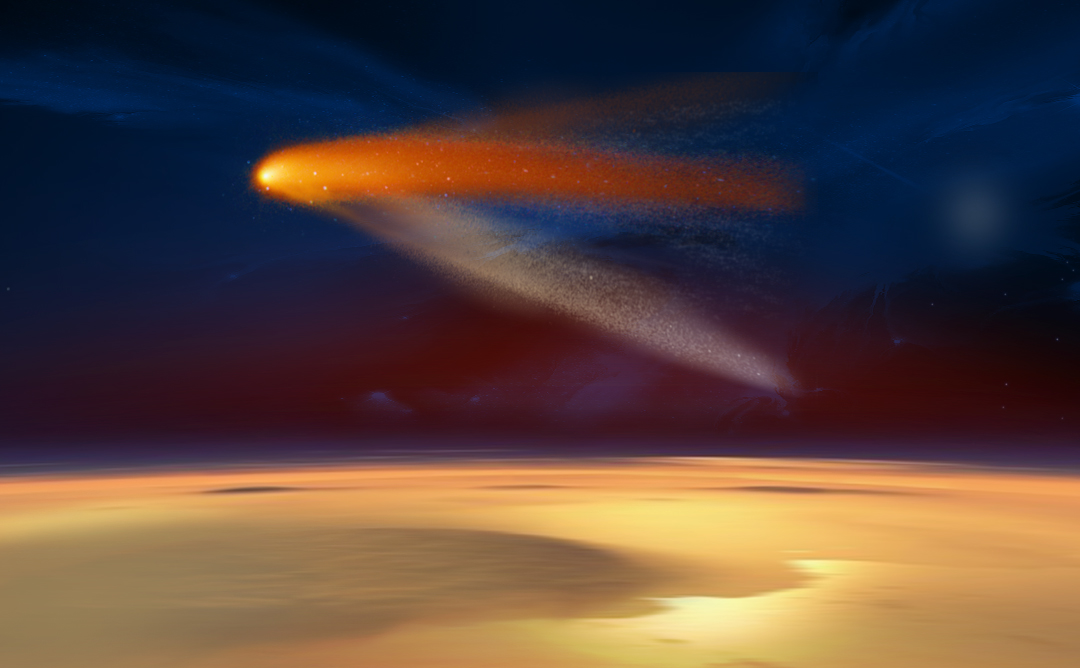
Az üstökös Mars közeli elhaladása (másik művészi elképzelésben)

A C/2013 A1 üstökös (Siding Spring) egy Oort-felhőből származó üstökös, amit 2013. január 3-án Robert H. McNaught fedezett fel a Siding Spring Obszervatóriumban a 0,5 m-es Uppsala Southern Schmidt távcsővel.
 A felfedezés idején 7,2 CsE-re volt a Naptól, és a Nyúl csillagképben látszott. Az üstökösnek valószínűleg legalább egymillió évébe telt, mire az Oort-felhőtől idáig ért.
A C/2013 A1 csillagászati értelemben nagyon közel, 139 500 km-re (kb. a Föld-Hold távolság harmada), 56 km/s sebességgel (kb. 200 000 km/h) haladt el a Mars bolygó felszíne fölött 2014. október 19-én, 18:28 UTC-kor. Felfedezése után azt hitték, hogy összeütközhet vele, de később ezt a lehetőséget a pálya pontosabb ismeretében kizárták.
Az üstökös csillagászati szempontból azért érdekes, mert anyaga igen „régi” a Naprendszer kialakulásának idejéből származhat, továbbá mert a belőle leváló porszemcsék beleütköztek a Mars légkörébe és reakcióba léptek vele. Így a Mars légköre és az üstökös anyaga is vizsgálható volt.
A közeli elhaladás idején Mars körüli pályán keringtek: Mars Reconnaissance Orbiter, Mars Odyssey, Mars Express, MAVEN és az indiai Mars Orbiter Mission (Mangalján). Valamennyi műhold veszélyben volt az üstökösről leváló anyagdarabkák miatt, ezért a Mars takarásában tartózkodtak a közelrepülés idején, illetve olyan pozíciót vettek fel, hogy a lehető legkisebb támadási felületet nyújtsák a meteorzápor számára, melynek veszélyessége nem volt ismert.
A Mars felszínén tartózkodik a Curiosity rover és az Opportunity, mindkettő megfigyeléseket végzett.
Az üstökös nem a Naprendszer síkjában kering.

## Eredmények
A MAVEN űrszonda ultraviola spektrográfja a meteorzápor után a felső légkörben intenzív ultraviola sugárzást észlelt, amit magnézium és vas ionok keltettek, és ami erősebb volt, mint amit a Föld fölött a  legerősebb meteorzáporok keltenek. A kibocsátás az üstökössel való találkozás után több órán keresztül uralta a Mars fölött az ultraviola spektrumot, és csak mintegy két nap alatt oszlott el.
A Mars fölött máshol tartózkodó Mars Express egyik műszere, a MARSIS az üstökös közelsége idején az elektronsűrűség kiugróan magas értékeit rögzítette. A csúcs alacsonyabban következett be a Mars ionoszférájában, mint ahol egyébként, kisebb intenzitással szokott.

## Külső hivatkozások
- A Wikimédia Commons tartalmaz C/2013 A1 üstökös témájú kategóriát.